# كورت إيكشتاين
كورت إيكشتاين هو سياسي ألماني، ولد في 12 مارس 1947 في آلتدورف باي نورنبرغ في ألمانيا. نشط حزبياً في الاتحاد الاجتماعي المسيحي. وقد انتخب عضو مجلس الشورى الموحد لبافاريا ‏.